# Taeniodera pentapunctata
Taeniodera pentapunctata är en skalbaggsart som beskrevs av Jakl 2008. Taeniodera pentapunctata ingår i släktet Taeniodera och familjen Cetoniidae. Inga underarter finns listade i Catalogue of Life.